# Vladimír Šmilauer
Vladimír Šmilauer (Plzeň, 1895. december 5. - Prága, 1983. október 13.) cseh nyelvész, bohémista.

## Élete
Prága-Královské Vinohrady gimnáziumának elvégzése után a Károly Egyetemen tanult cseh és német nyelv szakon. Emil Smetánka, Jaroslav Vlček és Arnošt Kraus tanítványa volt. Az abszolutórium után prágai, majd 1920 után zsolnai, illetve pozsonyi középiskolai tanár volt. Pozsonyban megnősült és családot alapított. 1933-ban habilitált, majd 1938-ban professzornak nevezték ki a Károly Egyetemre. A német megszállás idején a prágai Szláv Intézetben dolgozott. A második világháborút követően visszatért az egyetemre.
Többek között a Cseh Tudományos és Művészeti Akadémia és a Cseh Királyi Tudományos Társaság tagja volt. A cseh- és szlovák nyelv, illetve a szláv onomasztika, toponímia és etimológia terén végzett kutatásokat. Egyik alapítója volt az Acta onomastica tudományos folyóiratnak. Szlovákiai kutatásainak fő eredménye a "Vodopis starého Slovenska", amiben elsőként elemzi a szlovákiai vízrajzi megnevezéseket. Részt vett a szlovákiai történeti tudományos vitákban is.

## Művei
- 1932 Vodopis starého Slovenska. Praha-Bratislava
- 1935 Osídlení a národnost Spiše. Bratislava
- 1943 Co nového v Pravidlech českého pravopisu 1941? Praha
- 1947/1966 Novočeská skladba. Praha
- 1960/2015 Osídlení Čech ve světle místních jmen. Praha
- 1963/1966 Úvod do toponomastiky. Praha
- 1963-1964 Příručka slovanské toponomastiky I–II. Praha
- 1970 Příručka slovanské toponomastiky – Handbuch des slawischen Toponomastik. Praha
- 1971 Novočeské tvoření slov. Praha
- 1972 Nauka o českém jazyku. Praha